# 薛嬪
嬪薛氏（ひん せつし、? - 555年）は、中国の北斉の文宣帝高洋の嬪（側室）。
もとは妓女であった。10代の頃、高岳（北斉の清河王）の家に一度輿入れしたが、結局別れた。その後、父がコネをつけて文宣帝に召され、深い寵愛を受けて嬪に封じられた。姉も後宮に入った。
平秦王高帰彦は高徽の私生児で、幼い頃に高歓の依頼で遠親の高岳に一時引き取られていた。高岳に冷遇されたため、高帰彦は恨みを抱いていた。文宣帝の時代、高帰彦は文宣帝に讒言し、高岳は薛嬪の姉の仲人で、薛嬪とも関係を一度持ったと言明した。当時、薛嬪の姉は自身の父のために司徒の官職を要求していた。疑いを抱いた文宣帝は「司徒は大官であり、情実では任じられない」と拒んだ。薛嬪の姉は思い上がったことを言って文宣帝の疑いと怒りはさらに増し、吊るされ鋸挽で処刑された。高帰彦は次に、高岳の「姦淫民女」罪をとがめた。慌てた高岳は「私は薛嬪に手をつけようとしましたが、彼女の軽薄な行いが嫌でやめました」と弁明した。文宣帝は怒り狂い、高岳は賜死にされ、身重であった薛嬪も出産後に斬首された。
その後、文宣帝は薛嬪の頭を抱きかかえ、遺骨を使って琵琶を作らせ、宴会に弾奏し、「佳人難再得」という歌を号哭しながら歌った。諸臣はみな震え上がった。また、文宣帝は髪を束ねず、裸足で泣きながら薛嬪の葬列を見送った。

## 子女
- 1人の女子

## 伝記資料
- 『北斉書』后妃伝